# Блумфілд (Каліфорнія)
Блумфілд (англ. Bloomfield) — переписна місцевість (CDP) в США, в окрузі Сонома штату Каліфорнія. Населення — 338 осіб (2020).

## Географія
Блумфілд розташований за координатами 38°19′20″ пн. ш. 122°50′4″ зх. д. / 38.32222° пн. ш. 122.83444° зх. д. (38.322204, -122.834314).  За даними Бюро перепису населення США в 2010 році переписна місцевість мала площу 21,09 км², з яких 21,07 км² — суходіл та 0,02 км² — водойми.

## Демографія
Згідно з переписом 2010 року, у переписній місцевості мешкало 345 осіб у 135 домогосподарствах у складі 98 родин. Густота населення становила 16 осіб/км².  Було 143 помешкання (7/км²).
Расовий склад населення:
| - 81,7 % — білих - 1,2 % — азіатів - 15,1 % — осіб інших рас |

До двох чи більше рас належало 2,0 %. Частка іспаномовних становила 18,0 % від усіх жителів.
За віковим діапазоном населення розподілялося таким чином: 16,2 % — особи молодші 18 років, 65,8 % — особи у віці 18—64 років, 18,0 % — особи у віці 65 років та старші. Медіана віку мешканця становила 47,4 року. На 100 осіб жіночої статі у переписній місцевості припадало 84,5 чоловіків;  на 100 жінок у віці від 18 років та старших — 97,9 чоловіків також старших 18 років.
Середній дохід на одне домашнє господарство  становив 109 982 долари США (медіана — 122 929), а середній дохід на одну сім'ю — 110 597 доларів (медіана — 123 250). 
Цивільне працевлаштоване населення становило 210 осіб. Основні галузі зайнятості: освіта, охорона здоров'я та соціальна допомога — 32,4 %, науковці, спеціалісти, менеджери — 22,9 %, виробництво — 14,3 %, оптова торгівля — 8,1 %.